# مطار فويانغ شيغوان
مطار فويانغ شيغوان (بالإنجليزية: Fuyang Xiguan Airport)‏ و(بالصينية: 阜阳西关机场) (إياتا: FUG، إيكاو: ZSFY) مطار عام يقع بمدينة فويانغ في آنهوي في الصين.  يبلغ طول المدرج 2400 م .

## شركات الطيران والوجهات
| شركـات طيـران          | الوجهات                                                                                            |
| ---------------------- | -------------------------------------------------------------------------------------------------- |
| طيران الصين            | مطار بكين العاصمة الدولي، مطار تشنغدو شوانغليو الدولي                                              |
| خطوط شرق الصين الجوية  | مطار كونمينغ جانغشوي الدولي، مطار شانغهاي بودنغ الدولي                                             |
| خطوط جنوب الصين الجوية | مطار قوانغتشو باييون الدولي                                                                        |
| China United Airlines  | مطار فوشان شادي، مطار قويلين يانغ جيانغ الدولي، مطار اوردوس إيجين هورو                             |
| طيران جي إكس           | مطار تشانغشا هوانغوا الدولي، مطار داليان الدولي، مطار هايكو ميلان الدولي، مطار نانينغ الدولي       |
| خطوط هاينان الجوية     | مطار شينزين باوان الدولي                                                                           |
| خطوط طيران أوكاي       | مطار تشونغتشينغ جيانغبى الدولي، مطار تشوشان بوتوشان                                                |
| خطوط شانغهاي الجوية    | مطار شانغهاي بودنغ الدولي                                                                          |
| سبرينغ (شركة طيران)    | مطار لانتشو تشونغ تشوان، مطار نينغبو ليش الدولي، مطار ونزهو يونجقيانج الدولي، مطار ينتشوان خه دونغ |
| خطوط تيانجين الجوية    | مطار تيانجين الدولي، مطار شيامن قاوتشي الدولي                                                      |

## وصلات خارجية
- http://www.flightstats.com/go/Airport/airportDetails.do?airportCode=FUG